# Cheiracanthium streblowi
Cheiracanthium streblowi là một loài nhện trong họ Miturgidae.
Loài này thuộc chi Cheiracanthium. Cheiracanthium streblowi được Ludwig Carl Christian Koch miêu tả năm 1879.